# Tatina-Gletscher
Der Tatina-Gletscher ist ein Talgletscher im Westen der Alaskakette in Alaska (USA). 

## Geografie
Das Nährgebiet des Tatina-Gletschers befindet sich an der Nordflanke des North Triple Peak in den Kichatna Mountains auf einer Höhe von 1700 m. Der Gletscher liegt im Denali National Preserve. Er strömt über eine Strecke von 9,3 km in anfangs nordnordwestlicher, später nördlicher Richtung. Unterhalb der auf einer Höhe von 1000 m gelegenen Gletscherzunge befindet sich ein Gletscherrandsee. Dieser bildet den Ursprung des Tatina River, der nach Südwesten strömt und einen rechten Nebenfluss des South Fork Kuskokwim River darstellt. Die durchschnittliche Gletscherbreite beträgt 800 m.